# Chhotaki Ramnagar
Chhotaki Ramnagar – gaun wikas samiti w zachodniej części Nepalu w strefie Lumbini w dystrykcie Rupandehi. Według nepalskiego spisu powszechnego z 2001 roku liczył on 744 gospodarstw domowych i 4702 mieszkańców (2305 kobiet i 2397 mężczyzn).